# Привольный (Советский район)
Приво́льный — хутор в Советском районе (городском округе) Ставропольского края Российской Федерации. Находился в составе муниципального образования города Зеленокумска (упразднено 1 мая 2017 года).

## География
Расстояние до краевого центра: 153 км. Расстояние до районного центра: 16 км.

## История
На 1 марта 1966 года находился в подчинении Зеленокумского горсовета:28.

## Население
| 1989 | 2002 | 2010 | 2014 |
| ---- | ---- | ---- | ---- |
| 131  | ↗194 | ↘149 | ↘100 |

По данным переписи 2002 года в национальной структуре населения русские составляли 30 %, агулы — 48 %.

## Кладбище
В 50 м южнее хутора расположено общественное открытое кладбище площадью 2491 м².